# Michel Roussel
Pour les articles homonymes, voir Roussel et Michel Roussel (homonymie).
Michel Roussel, né le 19 février 1961 à Saverdun (Ariège), a exercé la profession de gendarme du 6 août 1980 au 13 octobre 2003. Il a connu une certaine notoriété en raison de son rôle d'enquêteur dans l'affaire Alègre.

## Biographie
À compter du mois de septembre 2000, il est nommé directeur d’enquête de la cellule Homicide 31 chargée d’enquêter sur certaines affaires non élucidées et vieilles de plus de dix ans, commises dans la région toulousaine. Les investigations menées ont permis de ressortir quatre ou cinq dossiers susceptibles d'être imputés au tueur en série Patrice Alègre, déjà condamné pour meurtres, tentative de meurtre et viols à la réclusion criminelle à perpétuité et à une période de sûreté de 22 ans. Mis en examen pour ces nouveaux dossiers, il bénéficiera finalement de non-lieux. Cependant, ces investigations donnèrent lieu à de nombreuses fuites qui furent à l'origine d'une rumeur puis d'une campagne médiatique dévastatrice. Les noms de plusieurs personnalités de la ville et de la région furent diffusés à l'échelle nationale, dont celui de l'ancien maire de Toulouse, Dominique Baudis. La bulle s'effondra avec la condamnation des instigatrices, deux ex-prostituées surnommées Fanny et Patricia, puis avec le non-lieu général mettant hors de cause les personnalités diffamées. Les nombreuses irrégularités de Michel Roussel durant l'enquête sont pointés du doigt par l'inspection de la Gendarmerie : « procès-verbaux antidatés, photos rajoutées au dossier, témoignages douteux » précise la presse.
Après avoir été muté à la brigade de Rabastens, dans le département du Tarn, l’adjudant Michel Roussel décide en 2003 de quitter la gendarmerie pour publier peu de temps après son ouvrage Homicide 31 : Au cœur de l'affaire Alègre, l'ex-directeur d'enquêtes parle, dans lequel il témoigne du sentiment de ne pas avoir pu accomplir son travail jusqu'au bout. Dans ce document, l'ex-gendarme Roussel décrit comment, une fois un certain seuil médiatique et politique atteint, une affaire peut être confisquée par un jeu de pressions hiérarchiques.
Selon d'autres protagonistes de ces affaires judiciaires[réf. nécessaire], Michel Roussel aurait été dès l'origine insuffisamment encadré par sa hiérarchie ainsi que par un juge d'instruction peu motivé et près de la retraite. Pris d'empathie pour les deux ex-prostituées qu'il considérait comme des victimes, Michel Roussel aurait manqué de recul et négligé de procéder rapidement à certaines vérifications qui s'imposaient. Une autre équipe de gendarmes fut par la suite chargée d'effectuer ces vérifications, lesquelles démontrèrent que les accusatrices mentaient[réf. nécessaire].
Sous le titre Face à la calomnie, Dominique Baudis publie en 2005 le journal qu'il a tenu pendant dix-huit mois, de 2003 à 2004, victime d'une longue campagne de calomnies. Dans ce livre, il accuse notamment Michel Roussel d'avoir orienté les témoignages des deux anciennes prostituées qui l'avaient impliqué dans l'affaire Alègre. Cela lui vaudra d'être condamné pour diffamation et à verser mille euros à l'ex-gendarme.
Le procureur général Jean Volff, dans son livre Un procureur général dans la tourmente, les dérives de l'affaire Alègre de 2006, montre comment les investigations ont dérapé, le secret de l'enquête et de l'instruction a été violé.